# Kuru fasulye

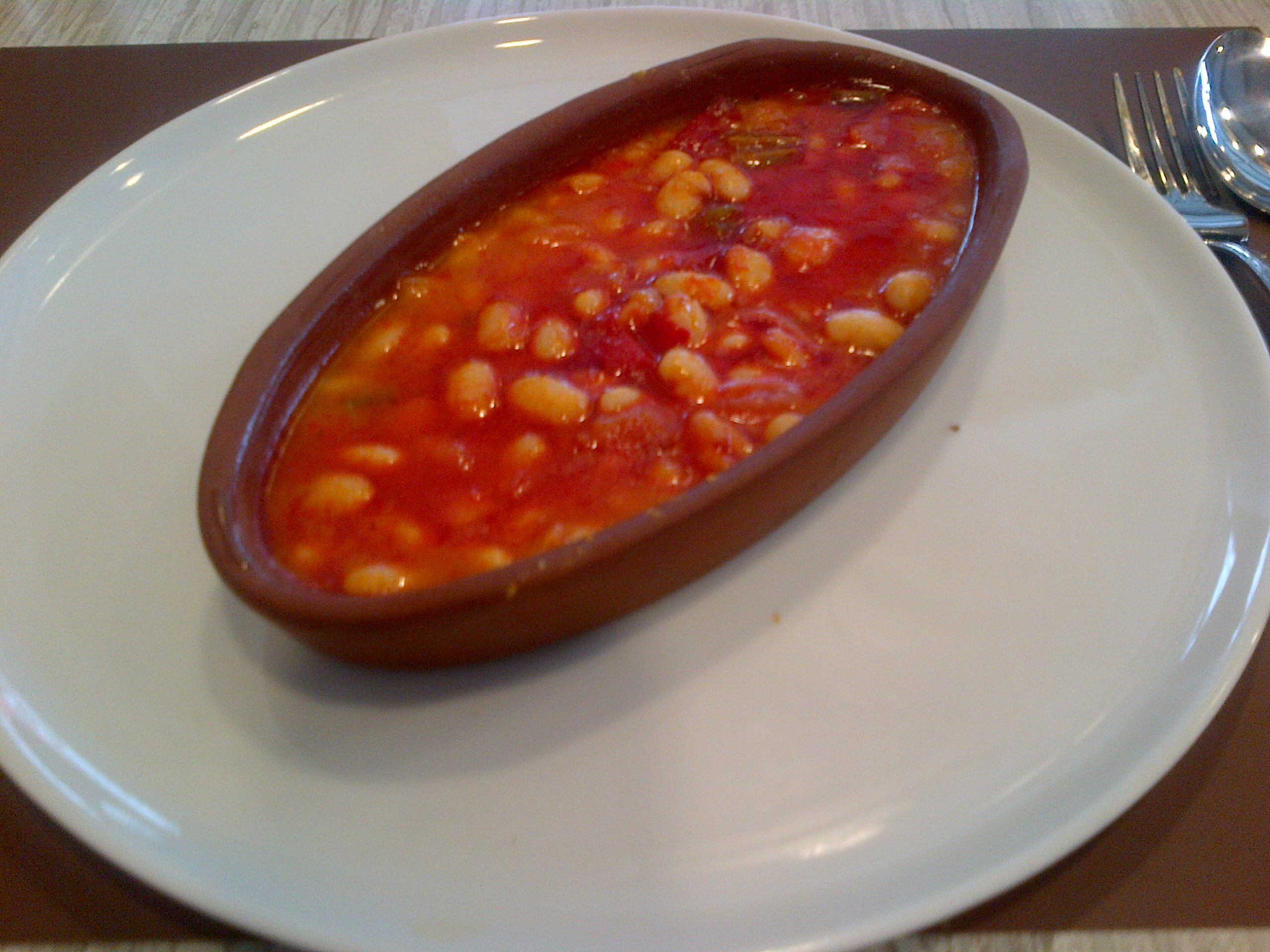
Kuru fasulye en un restaurant.

Kuru fasulye (fesols blancs secs) és un plat molt tradicional i comú a la cuina turca. Amb el "pilav" (arròs turc) és considerat el menjar nacional de Turquia.

## Elaboració i consum

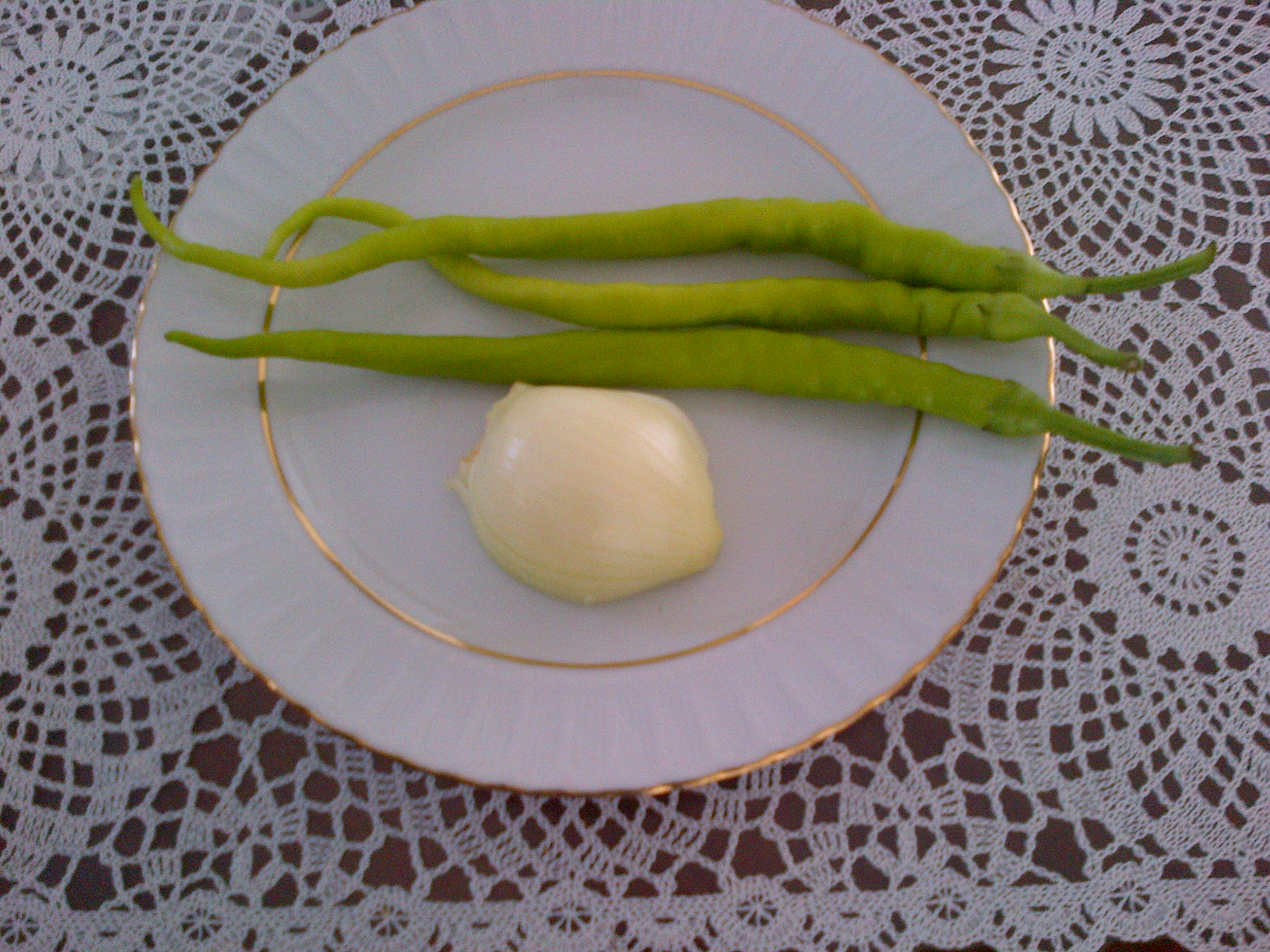
"Biber-soğan" o pebrot i ceba cru són acompanyament tìpic del kuru fasulye turc.

Segons la ciutat -o regió- i l'època de l'any, aquest plat es prepara de diferents maneres. El Kuru fasulye es pot cuinar amb carn o sense. En l'elaboració d'aquest plat s'utilitzen les tècniques culinàries tradicionals de la cuina turca, tant si s'hi posen productes "secs" -com els cigrons- com si s'hi posen verdures estofades.
Primer es fregeixen cebes picades, després se'ls afegeix carn -generalment carn vermella- que pot ser picada o en trossos, amb ossos o sense. Encara que moltes vegades es prefereix Carn de vedella o ovina, també es pot utilitzar pollastre. Els fesols, en funció de llur qualitat i procedència (varietat), generalment es deixen en aigua des de la nit anterior. No obstant això, hi ha varietats més suaus que no ho necessiten, ja que s'estoven fàcilment bullint-les abans de posar-les a la mateixa olla. Una vegada cuita la carn, s'hi afegeixen els fesols -prèviament estovats. (També es poden utilitzar fesols precuinats que venen en llauna.) S'hi afegeix aigua calenta i salça (concentrat de tomàquets turc), o "biber salça" (concentrat de pebrots dolços).
A la cuina turca, el Kuru fasulye es menja gairebé sempre acompanyat d'arròs turc, "pilav" o cacık. Alguns consideren que el plat nacional de Turquia és fesols amb arròs, o "kuru-pilav" en turc. També hi ha varietats de kuru fasulye amb salsitxes turques (sucuk) o carn assaonada (pastırma).

## Història
El consum de kuru fasulye té 150 anys d'història a Turquia.